# 本気でライバル
『本気でライバル』（ほんきでライバル）は、一部フジテレビ系列局で放送されていたフジテレビとキネマ東京共同製作のクイズ番組である。製作局のフジテレビでは1985年10月11日から1986年3月28日まで、毎週金曜 19:00 - 19:30 （日本標準時）に放送。全36回。

## 概要
土曜19:00枠で放送されていた『ザ・対決!』のリニューアル版で、同番組から引き続き土居まさるが司会を務めていた。
「対戦の結果を芸能人解答者が予想する」という内容は不変だったが、本番組では個人戦ではなく、山田邦子率いる「山田チーム」と西川のりお率いる「のりおチーム」による対抗戦になった。また、ローカルセールス枠での放送になったため、『ザ・対決!』時代に同時ネットを行っていた局も一部は遅れネットへと移行した。

## 出演者

### 司会
- 土居まさる - 『ザ・対決!』から引き続き出演。

### キャプテン
- 山田邦子 - 山田チームを担当。
- 西川のりお - のりおチームを担当。『ザ・対決!』から引き続き出演。

### コーナー司会
- 稲川淳二
- 夏木ゆたか
- 三笑亭夢之助 - 『ザ・対決!』から引き続き出演。

### アナウンサー
- 牧原俊幸（当時フジテレビアナウンサー、この番組でバラエティへ進出）

## 参考資料
- 読売新聞縮刷版[出典無効]

| フジテレビ 金曜19:00枠                               | フジテレビ 金曜19:00枠                            | フジテレビ 金曜19:00枠                            |
| 前番組                                               | 番組名                                            | 次番組                                            |
| ---------------------------------------------------- | ------------------------------------------------- | ------------------------------------------------- |
| あした天気になあれ （1985年4月12日 - 1985年9月27日） | 本気でライバル （1985年10月11日 - 1986年3月28日） | 夕食ニャンニャン （1986年5月2日 - 1986年9月19日） |